# 鸕鶿排 (北區)
鸕鶿排（俗稱鬼洲）是香港的一個島嶼，地區行政上屬於北區。位於鴨兜排以南，墳洲、青洲以西。
鸕鶿排上並沒有居民居住。